# Griseosphinx montana
Griseosphinx montana är en fjärilsart som beskrevs av Jean-Marie Cadiou och Ian Kitching 1991. Griseosphinx montana ingår i släktet Griseosphinx och familjen svärmare. Inga underarter finns listade i Catalogue of Life.